# Paul-Marie Duval
Pour les articles homonymes, voir Duval.
Paul-Marie Duval, né le 6 août 1912 à Paris et mort le 14 janvier 1997 à Versailles, est un historien français, spécialiste de la Gaule celtique et gallo-romaine.

## Biographie
Paul-Marie Duval est le fils de Pierre Duval, chirurgien, professeur à la faculté de médecine de Paris, et de Marie Germaine Lafitte (petite-fille d'Édouard Charton, journaliste et éditeur, fondateur du Magasin pittoresque, député puis sénateur de l'Yonne, membre de l'Institut).
Ancien élève de l'École normale supérieure (1934), il est membre de l'École française de Rome.
Il est directeur d'études à l'École pratique des hautes études (IVe section) de 1946 à 1980 et professeur au Collège de France, titulaire de la chaire d'archéologie et d'histoire de la Gaule, de 1964 à 1982.
Après avoir conduit des fouilles en Afrique du Nord en 1942, il dirige de 1946 à 1957 les fouilles des Thermes de Cluny à Paris, puis celles des Arènes de Nîmes (1961-1969).
L'Académie des inscriptions et belles-lettres lui décerne le prix Thorlet en 1952.
Il devient membre non résidant de l'Académie de Nîmes en 1963. En 1971, il est élu membre de l'Académie des inscriptions et belles-lettres.
Il est officier de la Légion d'honneur, grand-officier de l'ordre national du Mérite, commandeur des Palmes académiques et officier des Arts et des Lettres.
Célibataire, il repose auprès de son père au cimetière de Lion-sur-Mer dans le Calvados. Une partie des archives de Paul-Marie Duval est conservée à l'Institut national d'histoire de l'art.
Ses archives scientifiques sont déposées au Pôle archives de la Maison des Sciences de l’homme Mondes.

## Principales publications
- La vie quotidienne en Gaule pendant la paix romaine, Paris, Hachette, 1960.
- Paris antique des origines au milieu du IIIe siècle, Paris, Herrmann, 1961.
- Les inscriptions antiques de Paris, Paris, Coll. de l'histoire générale de Paris, 1961.

- Prix Gobert 1962 de l’Académie des inscriptions et belles-lettres pour les deux ouvrages précédents, de 1961.
- La Gaule jusqu'au milieu du Ve siècle, Paris, Molinier, 1971.
- Les Celtes, Paris, Gallimard, 1977.
- Recueil des inscriptions gauloises (dir.) (coll. « Supplément à Gallia »), Paris, Éd. du CNRS. 1.– Michel Lejeune, Textes gallo-grecs, 1985.  (ISBN 2-222-03460-4) 2.– Michel Lejeune, Textes gallo-étrusques ; Textes gallo-latins sur pierre, 1988.  (ISBN 2-222-04192-9) 3.– Paul-Marie Duval et Georges Pinault, Les Calendriers. Coligny, Villards d'Héria, 1986.  (ISBN 2-222-03668-2)
- Monnaies gauloises et mythes celtiques, Paris, Herrmann, 1987.
- Travaux sur la Gaule (1946-1986), 2 vol., Paris, De Boccard, 1989, XVI-1272 p., 345 ill. (recueil d'articles).
- Les dieux de la Gaule, Paris, Payot, 1993, 169 p. (ISBN 978-2-228-88621-5 et 2228886211, OCLC 463759884)

## Distinctions
- Grand officier de l'ordre national du Mérite
- Officier de l'ordre des Arts et des Lettres